# Marco Ilaimaharitra
Marco Ilaimaharitra (* 26. Juli 1995 in Mülhausen) ist ein madagassisch-französischer Fußballspieler, der seit 2017 bei Sporting Charleroi in Belgien unter Vertrag steht.

## Karriere

### Verein
Während seiner Jugend spielte Marco Ilaimaharitra für verschiedene Vereine in seinem Geburtsort Mülhausen. Im Jahr 2008 wechselte er zur Nachwuchsabteilung des Erstligisten FC Sochaux. Bei Sochaux wurde er am 24. April 2013 im Spiel gegen seinen Heimatverein FC Mulhouse erstmals für die Reserve der Herrenmannschaft eingesetzt. Unter dem neuen Trainer Hervé Renard wurde der defensive Mittelfeldspieler noch im gleichen Jahr auch für die erste Mannschaft berücksichtigt. Nachdem er am 17. Spieltag gegen Paris Saint-Germain bereits auf der Bank Platz nehmen durfte, folgte eine Woche später am 14. Dezember 2013 sein Startelfdebüt bei der 0:1-Niederlage gegen den OGC Nizza über die vollen 90 Minuten. Am 28. Februar 2014 unterzeichnete der Nachwuchsspieler einen Profivertrag bis 2017. Ilaimaharitras Team konnte den Abstieg in der Saison 2013/14 nicht verhindern und mussten den Gang in die Ligue 2 antreten. Auch unter dem neuen Trainer Olivier Echouafni wurde der Mittelfeldspieler in der Saison 2014/15 für die erste Mannschaft berücksichtigt und erreichte mit dem Verein den zehnten Tabellenplatz.
Im Sommer 2017 wechselte er nach Belgien zum Erstdivisionär Sporting Charleroi und unterschrieb dort einen Vertrag über vier Jahre. Ende Januar 2022 wurde sein Vertrag bis Sommer 2024 verlängert. In der Saison 2021/22 bestritt er 33 von 40 möglichen Ligaspielen mit zwei geschossenen Toren sowie ein Pokalspiel. In der nächsten Saison kam er auf 32 von 34 möglichen Ligaspielen, in denen er drei Tore schoss, sowie ein Pokalspiel. In der Saison 2023/24 kam er auf 29 von 36 möglichen Ligaspielen, in denen er vier Tore schoss, sowie zwei Pokalspiele.

### Nationalmannschaft
Marco Ilaimaharitra wurde fünfmal für die französische U-19-Nationalmannschaft berücksichtigt. 2015 gewann er mit dem französischen U-20-Team das Turnier von Toulon. Am 11. November 2017 gab er beim 1:1-Unentschieden gegen die Komoren in einem Freundschaftsspiel sein Debüt für die madagassische Nationalmannschaft. 2019 nahm er mit Madagaskar am Afrika-Cup teil und erzielte im Gruppenspiel gegen Burundi mit dem 1:0-Siegtreffer sein erstes Länderspieltor. Damit bescherte er Madagaskar den ersten Sieg bei einem Afrika-Cup.

## Erfolge
- Turnier von Toulon: 2015